# Васильевский (Кировская область)
Васильевский — посёлок в Омутнинском районе Кировской области. Входит в состав Омутнинского городского поселения.

## География
Находится на расстоянии примерно 26 км по прямой на запад от города Омутнинск.

## История
Поселок (рабочий посёлок на 33 километре УЖД Омутная-Чёрная) основан в 1948 году на 33-м километре Омутнинской узкоколейной железной дороги, в том месте, где железная дорога проходила по Фаленскому району, рядом с деревней Балденки, также рядом (в радиусе 1,5-2 км.) находились ещё две деревни Хмелёвка и Козюки (Кузяки). Именно крестьяне этих деревень вместе с приезжими и стали первыми жителями посёлка. Ведь для колхозной молодежи это был единственный шанс расстаться с постылой деревенской жизнью, привлекало их то, что здесь, на производстве, можно было заработать хоть какие-то деньги, в колхозах же приходилось работать за трудодни. Затем, постепенно по «вербовке», стали приезжать рабочие, как холостые, так и семейные со всего Советского Союза. 
Сначала в населенном пункте располагался Омутнинский леспромхоз 1-го Московского государственного треста хлебопечения Главного управления Главхлеб" Министерства пищевой промышленности СССР, а в 1951 году данный леспромхоз значится уже как "Омутнинский леспромхоз треста "Стройдеталь" Министерства промышленности продовольственных товаров РСФСР" (первый директор леспромхоза - Василий Михайлович Зигунов). В первые годы возникновения, посёлок относился к Фалёнскому району Кировской области, однако, в официальных документах, а также списках населённых пунктов Фалёнского района посёлок (лесоучасток) никогда не числился. В списках населённых пунктов Омутнинского района числится только за 1939 год, так в составе Чернохолуницкого поселкового Совета значится "землянка 33 км. ж.д.". В дальнейшем в таких списках он больше не появляется. 
30 ноября 1953 года администрация Омутнинского леспромхоза треста "Стройдеталь" возбудило перед Кировским облисполкомом ходатайство о передаче посёлка из состава Фалёнского района в состав Омутнинского, а также просит присвоить рабочему посёлку на 33 км. УЖД Омутная-Чёрная название "Васильевский". Указом Президиумом Верховного Совета РСФСР № 714/7 посёлок Васильевский Фалёнского района перечислен в состав Омутнинского района Кировской области.
В 1957 г. в связи с реорганизацией лесной промышленности, Омутнинский леспромхоз треста "Стройдеталь", вся его производственная база, а также территория поселка Васильевского передана в распоряжение вновь созданного Чернохолуницкого леспромхоза, на базе которого создан лесозаготовительный участок "Васильевка".
2 сентября 1963 года на основании  решения Кировского облисполкома деревня Балдёнки Фалёнского района включена в состав посёлка Васильевского. В 1969 году деревни Хмелёвка и Козюки (Кузяки) переданы из состава Низевского сельского Совета Фалёнского района в состав Чернохолуницкого поселкового Совета Омутнинского района. 
В 1974 году посёлок Васильевский из состава Чернохолуницкого поселкового Совета передан в состав Песчанского сельского Совета Омутнинского района Кировской области.
26 июня 1976 года решением Кировского облисполкома посёлок Васильевский и деревня Хмелёвка объединены в один населённый пункт - Васильевский.
В начале на территории посёлка была построена пилорама, на которой разделывали древесину для новостроек Азпищестрой, Сочипищестрой и другие.  Располагалась она прямо возле полотна УЖД.
Первым зданием посёлка был барак с двумя подъездами: в одном конце барака жили семейные, а в другом – мужчины-одиночки. Электричество на посёлке от «движка» (многие называли его «Русский двигатель») подавали по часам. Располагалась такая электростанция в районе перрона. В конце 1971-1973 годах из города Омутнинска протягивают высоковольтную линию, тем самым, обеспечив посёлок круглосуточным потреблением электроэнергии, а в конце 80-х протягивают новую электролинию вдоль УЖД.
Продовольствие.
По началу, хлеб у себя дома (д. Хмелёвка) выпекал пекарь Антон Михайлович Глухих (1886 г.р.), который в последующем сдавал его в хлебную лавку. Позже в посёлке появилась своя пекарня (заведующая Вера Васильевна Головнина), закрыта в 1963 году. 
В посёлке была столовая, закрыта в 1994 году, после ликвидации торгового предприятия Омутнинского леспромхоза.

Школа.
Вначале обучение детей проходило в доме Егора Шавкунова, там обучались дети с 1 по 4 классы. Первым учителем была Анисья Яковлевна Попова. В 1949 году леспромхоз «Стройдеталь» начал строить отдельное здание школы (открыта в 1951 году). Тогда она имела название Балдёнская семилетняя школа № 28. Находилась в подчинении Фалёнского роно. В 1953 году школа сгорает. В вязи с передачей посёлка в 1954 году в состав Омутнинского района, Балдёнская семилетняя школа с 1 сентября 1955 года передаётся в ведение Омутнинского роно, а затем переименовывается в Васильевскую семилетнюю школу № 53. В 2002 году реорганизована в начальную, в 2004 году ликвидирована полностью.
Медпункт.
Постоянное медицинское обслуживание посёлка  началось с 19 февраля 1949 года, когда Александра Михайловна Одегова (Лобанова) прибывает для работы в качестве заведующей медпункта лесоучастка 33 километр УЖД. Медпункт находился на балансе  леспромхоза «Стройдеталь», но административно подчинялся  Омутнинскому отделу здравоохранения. В 1952 году леспромхоз строит отдельное здание медпункта, расположилось оно в центре поселка. 31 декабря 1954 года Балдёнский медпункт переименовывается в Васильевский, в связи с передачей его в состав Омутнинского района. 1 января 1978 г. Васильевский фельдшерский пункт реорганизован в фельдшерско-акушерский пункт. Ликвидирован ФАП 1 сентября 2010 года.
Детский сад.
До сентября 1954 года детский сад находился в подчинении Фалёнского роно. В 1954 году его вместе с Балденской школой передают в ведение Омутнинского роно, в связи с этим он сменил название на Васильевский детский сад. Через некоторое время он передаётся в ведение леспромхоза. 1 марта 1995 года на основании распоряжения администрации Омутнинского района Васильевский детский сад из подчинения АО «Омутнинсклес» передается в Омутнинское РУО. Ликвидирован в мае 1997 года.
В 1993 году была построена автомобильная дорога соединяющая посёлок Васильевский с городом Омутнинском.
В 1996 году разобрана Омутнинская узкоколейная железная дорога. 
Последний житель выехал с посёлка в ноябре 2011 года.

## Население
Постоянное население составляло 154 человека (русские 93 %) в 2002 году, 21 в 2010.